# Neven Subotić
Neven Subotić (n. 10 decembrie 1988, Banja Luka, RSF Iugoslavia) este un fotbalist sârb care evoluează pe postul de fundaș central. Până la vârsta de 20 de ani a jucat pentru naționala Statelor Unite, iar apoi a ales sa joace pentru naționala Serbiei, țara în care s-a născut. El a debutat în Bundesliga la 1. FSV Mainz 05 în 2006.

## Cariera de jucător

### 1. FSV Mainz
Subotić a debutat în Bundesliga la 1. FSV Mainz 05 chiar în ultimul meci al sezonului 2006-2007 împotriva echipei Bayern München, echipa sa retrogradând. În 2. Bundesliga, în sezonul 2007-2008, el a devenit cel mai bun apărător din campiona, primind doar 37 de goluri. Echipa sa a terminat pe locul patru, ratând promovarea înapoi în prima ligă la doar două puncte.
În vara anului 2008, antrenorul principal al lui Mainz, Jürgen Klopp, a semnat cu Borussia Dortmund așa că a dorit să îl ducă la club și pe Subotić împreună cu el.

### Borussia Dortmund
Pe 4 iunie 2008, a fost anunțat că Subotić a semnat cu Borussia Dortmund un contract pe cinci ani. El a debutat pentru noul său club în DFL-Supercup împotriva celor de la Bayern München, unde Dortmund a învins cu 2–1. În decembrie 2008,   fost votat în echipa ideală din sezonul 2008-2009 al Bundesliga, împreună cu jucători importanți precum Lúcio și Philipp Lahm. Pe lângă abilitățile sale foarte bune în apărare,, Subotić a fost un factor important și în ofensivă, marcând șase goluri până la finalul sezonului.
În iunie 2009, el a semnat un nou contract care ține până în vara anului 2014. În sezonul 2009-2010 al Bundesliga, Subotić a fost unul din cei patru jucători din întreg campionatul care au jucat fiecare minut din fiecare meci. Pe 15 decembrie 2010, Subotić a marcat primul și singurul său gol dintr-o competiție europeană, cu capul din corner împotriva echipei Sevilla FC în grupele UEFA Europa League.
Pe 27 iulie 2013, Subotić a câștigat DFL-Supercup 2013 cu Borussia Dortmund cu scorul de 4–2 împotriva rivalilor de la Bayern München.

## Palmares
Borussia Dortmund
- Bundesliga: 2010–11, 2011–2012
- DFB-Pokal: 2011–2012
- DFL-Supercup: 2013
- Liga Campionilor UEFA (finalist): 2012–2013

## Statistici
La sfârșitul sezonului 2013-2014.
| Performanțe   | Performanțe       | Performanțe   | Campionat | Campionat | Cupă    | Cupă   | Continental | Continental | Total   | Total  |
| Sezon         | Club              | Campionat     | Meciuri   | Goluri    | Meciuri | Goluri | Meciuri     | Goluri      | Meciuri | Goluri |
| Germania      | Germania          | Germania      | Campionat | Campionat | Cupe    | Cupe   | Continental | Continental | Total   | Total  |
| ------------- | ----------------- | ------------- | --------- | --------- | ------- | ------ | ----------- | ----------- | ------- | ------ |
| 2006–07       | Mainz 05          | Bundesliga    | 1         | 0         | 0       | 0      | 0           | 0           | 1       | 0      |
| 2007–08       | Mainz 05          | 2. Bundesliga | 33        | 4         | 1       | 0      | 0           | 0           | 34      | 4      |
| 2008–09       | Borussia Dortmund | Bundesliga    | 33        | 6         | 1       | 0      | 2           | 0           | 36      | 6      |
| 2009–10       | Borussia Dortmund | Bundesliga    | 34        | 3         | 3       | 0      | 0           | 0           | 37      | 3      |
| 2010–11       | Borussia Dortmund | Bundesliga    | 31        | 1         | 2       | 1      | 8           | 1           | 41      | 3      |
| 2011–12       | Borussia Dortmund | Bundesliga    | 25        | 0         | 5       | 0      | 4           | 0           | 34      | 0      |
| 2012–13       | Borussia Dortmund | Bundesliga    | 25        | 3         | 4       | 0      | 11          | 0           | 40      | 3      |
| 2013–14       | Borussia Dortmund | Bundesliga    | 10        | 0         | 2       | 0      | 4           | 0           | 16      | 0      |
| Total         | Mainz             | Mainz         | 34        | 4         | 1       | 0      | 0           | 0           | 35      | 4      |
| Total         | Borussia          | Borussia      | 158       | 13        | 17      | 1      | 29          | 1           | 204     | 15     |
| Total carieră | Total carieră     | Total carieră | 192       | 17        | 18      | 1      | 29          | 1           | 239     | 19     |

## Legături externe
- Neven Subotić pe site-ul FIFA (arhivat)
- Site web oficial de
- de Neven Subotić la fussballdaten.de
- Profil pe site-ul Federației Sârbe sr  & en